# 蒔田広定
蒔田 広定（まいた ひろさだ）は、安土桃山時代から江戸時代前期にかけての武将、大名。備中浅尾藩初代藩主。通称は権佐（ごんのすけ）。諱は正時（まさとき）ともする。

## 略歴
尾張国中島郡下津の住人蒔田広光の次男として織津で生まれた。豊臣秀吉に仕えてその小姓頭の1人となった。
天正18年（1590年）7月、北条氏政・氏照兄弟が小田原城を出て自害した時、広定は秀吉の小姓の身であったが、石川貞清・榊原康政らと共に検使役を務めた。同19年（1591年）8月9日、鼻紙料の名目で河内国大県郡大平寺村で104石の知行を与えられた。
文禄元年（1592年）からの朝鮮出兵では、秀吉の旗本の後備衆の1つとして200人を出して、肥前名護屋城に駐屯し、東二の丸を守備した。
文禄3年（1594年）、伏見城普請に参加。翌年に父の広光が死去したため家督を継いで、河内・伊勢・備中にあった所領の1万16石を領した。本拠は雲出（現三重県津市雲出）。
慶長3年（1598年）に秀吉が亡くなると、遺物道永の刀を受領。
慶長5年（1600年）の関ヶ原の戦いでは、西軍に与して伊勢口や大坂本町筋橋の警固をした後、占領された伊勢安濃津城に駐屯した。関ヶ原本戦で西軍が敗北すると、高野山に逃れて蟄居し、所領は没収されて改易となった。しかし岳父の大島光義や、浅野長政・幸長親子の尽力もあって、罪を許されて所領安堵されることになり、備中賀陽郡・窪屋郡・浅口郡、河内大県郡、山城久世郡、摂津豊島郡・八部郡の七郡の内に1万石を与えられて、備中浅尾1万石に転封されて、浅尾藩を立藩した。
慶長7年（1602年）剣術の師・柳生宗厳から印可状を与えられた。
慶長19年（1614年）、20年（1615年）の大坂の陣に従軍。閏6月に徳川秀忠の凱旋に供奉して江戸に向かう。
元和2年（1616年）頃、秀忠の御伽衆となった。
元和9年（1623年）、寛永3年（1626年）の秀忠・家光の上洛に供奉した。
寛永13年（1636年）に死去。享年62あるいは66という。